# Comuna Krînîcikî, Hoșcea
Krînîcikî (în ucraineană Кринички) este o comună în raionul Hoșcea, regiunea Rivne, Ucraina, formată din satele Iuciîn, Krînîcikî (reședința) și Riciîțea.

## Demografie
Componența lingvistică a comunei Krînîcikî
     Ucraineană (99,62%)
     Alte limbi (0,38%)
Conform recensământului din 2001, majoritatea populației comunei Krînîcikî era vorbitoare de ucraineană (99,62%), existând în minoritate și vorbitori de alte limbi.